# Mandobanjo
Il mandobanjo è un piccolo banjo a otto corde accoppiate e accordate come nel mandolino. Il Mandobanjo divenne famoso negli anni venti. Negli anni settanta e ottanta veniva usato come versione economica del banjo.
Non bisogna confondere il mandobanjo (mandolin-banjo in inglese) con il banjolin; infatti il primo è un vero e proprio ibrido tra il mandolino e il banjo, mentre il banjolin è un banjo soprano a 4 corde utilizzato nelle vecchie orchestre di banjo.